# 모노아민 수용체

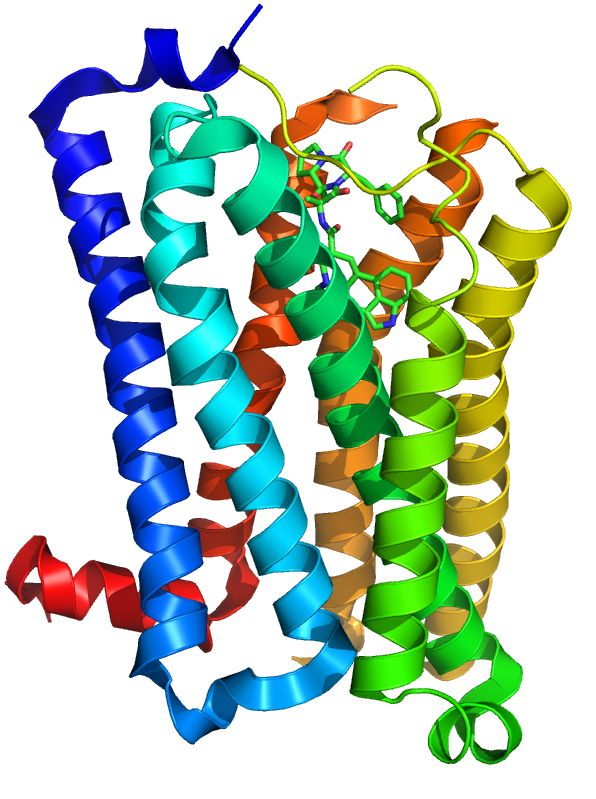
모노아민 수용체의 한 예인 세로토닌 5-HT_{1B} 수용체. 리본 모양으로 표시된 결정학적 구조.

모노아민 수용체(영어: monoamine receptor)는 모노아민 신경전달물질 및 미량 아민, 모노아민 구조를 지닌 내인성 저분자 신호전달 분자를 위한 수용체이다. 모노아민 수용체는 거의 모두 G 단백질 연결 수용체이며, 세로토닌 5-HT3 수용체는 리간드 개폐 이온 통로로서 주목할 만한 예외이다. 모노아민 수용체는 많은 약물들의 생물학적 표적이며, 이러한 약물을 "모노아민작동성(monoaminergic)"이라고 한다.

## 수용체 목록
모노아민 수용체에는 다음과 같은 부류들이 있다.
- 아드레날린작동성 수용체 – 에피네프린(아드레날린) 및 노르에피네프린(노르아드레날린)에 의해 결합됨
- 도파민 수용체 – 도파민에 의해 결합됨
- 히스타민 수용체 – 히스타민에 의해 결합됨
- 멜라토닌 수용체 – 멜라토닌에 의해 결합됨
- 세로토닌 수용체 – 세로토닌(5-HT)에 의해 결합됨
- 미량 아민 관련 수용체 – 미량 아민, 티로나민, 모노아민 신경전달물질(TAAR1만 해당) 및 트라이메틸아민(TAAR5만 해당)에 의해 결합됨

## 같이 보기
- 모노아민 신경전달물질
- 모노아민작동성